# König von Haithabu

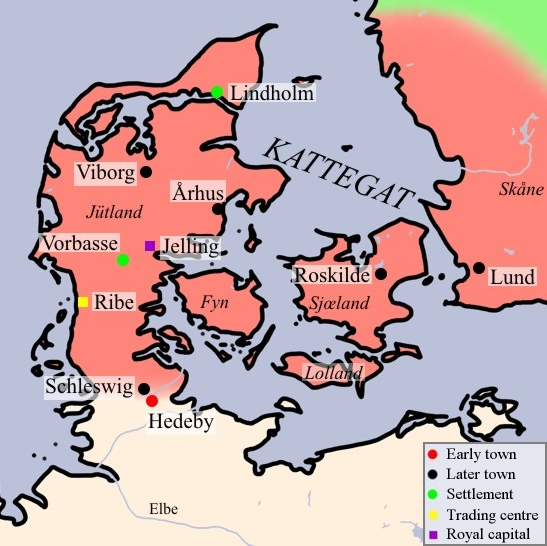
Dänemark zur Wikingerzeit

Als Könige von Haithabu bezeichnet man eine dänische Dynastie, die vom Ende des 8. bis zum Ende des 9. Jahrhunderts, d. h. etwa 100 Jahre lang, eine historische staatliche Struktur in Skandinavien mit dem Zentrum Haithabu regierte, die als Vorläufer des später vereinigten Königreichs Dänemark angesehen wird. Von einem Königreich Haithabu kann man jedoch nur sehr bedingt sprechen, da die territorialen Besitzungen dieser Könige sehr variabel und oft über verschiedene Teile Skandinaviens verstreut waren und daher typische Staatsmerkmale wie ein klar umrissenes Staatsgebiet und ein eindeutig abgegrenztes Staatsvolk fehlen.
Die Anfänge der Dynastie lassen sich einigermaßen verlässlich bis an die zweite Hälfte des 9. Jahrhunderts zu einem König namens Sigfred, auch Sigfried oder Sigurd genannt, zurückverfolgen, der von etwa 777 bis 798 regierte und als erster König von Haithabu gilt. Insgesamt zählt man in der rund hundertjährigen Geschichte der Dynastie 16 Könige, denen jedoch wegen andauernder interner Rivalitäten und äußerer Konflikte mit skandinavischen oder fränkischen Herrschern in der Regel nur eine kurze Regierungszeit beschieden war. Der wohl bedeutendste Vertreter des Hauses war Godfrid Halfdanson der von 807 bis 810 als 6. König von Haithabu regierte und die Stadt zum Zentrum seines Reiches machte, das nicht nur Jütland, sondern auch weite Teile Skandinaviens wie Westerfold, Värmland, Hedmark und Vestmar umfasste.
Grundlage der Herrschaft der Könige von Haithabu war die wirtschaftliche und strategische Bedeutung der Stadt Haithabu, die sich zu einem Hauptumschlagsplatz für den Handel zwischen Skandinavien, Westeuropa, dem Nordseeraum und dem Baltikum entwickelte.

## Haithabu als Grundlage der Herrschaft
Das namensgebende Zentrum dieses staatlichen Gebildes war die Wikingersiedlung und spätere Stadt Haithabu (dänisch/schwedisch Hedeby), die bis zur Abtretung dieses Gebietes an Deutschland im 19. Jahrhundert als die älteste Stadt Dänemarks galt.
Haithabu wird erstmals 804 in der Vita Caroli Magni (Leben Karls des Großen) von Einhard, dem Leiter der Hofschule Karls des Großen erwähnt.
Die Ansiedlung, die Jahrzehnte vor diesem Zeitpunkt von unabhängigen schwedischen Wikingern als Handelsniederlassung gegründet worden war, wurde später von dänischen Fürsten unterworfen.
Bereits zu Beginn des 9. Jahrhunderts gewann die Ansiedlung überregionale Bedeutung, da, wie die Reichsannalen, die Annales regni Francorum berichten, der sechste König von Haithabu, Godfrid Halfdanson (807–810), im Jahre 808 ein konkurrierendes slawisches Handelszentrum namens Reric, das vermutlich in der Nähe von Wismar gelegen war, zerstörte und die Kaufleute veranlasste, von dort nach Haithabu zu übersiedeln.

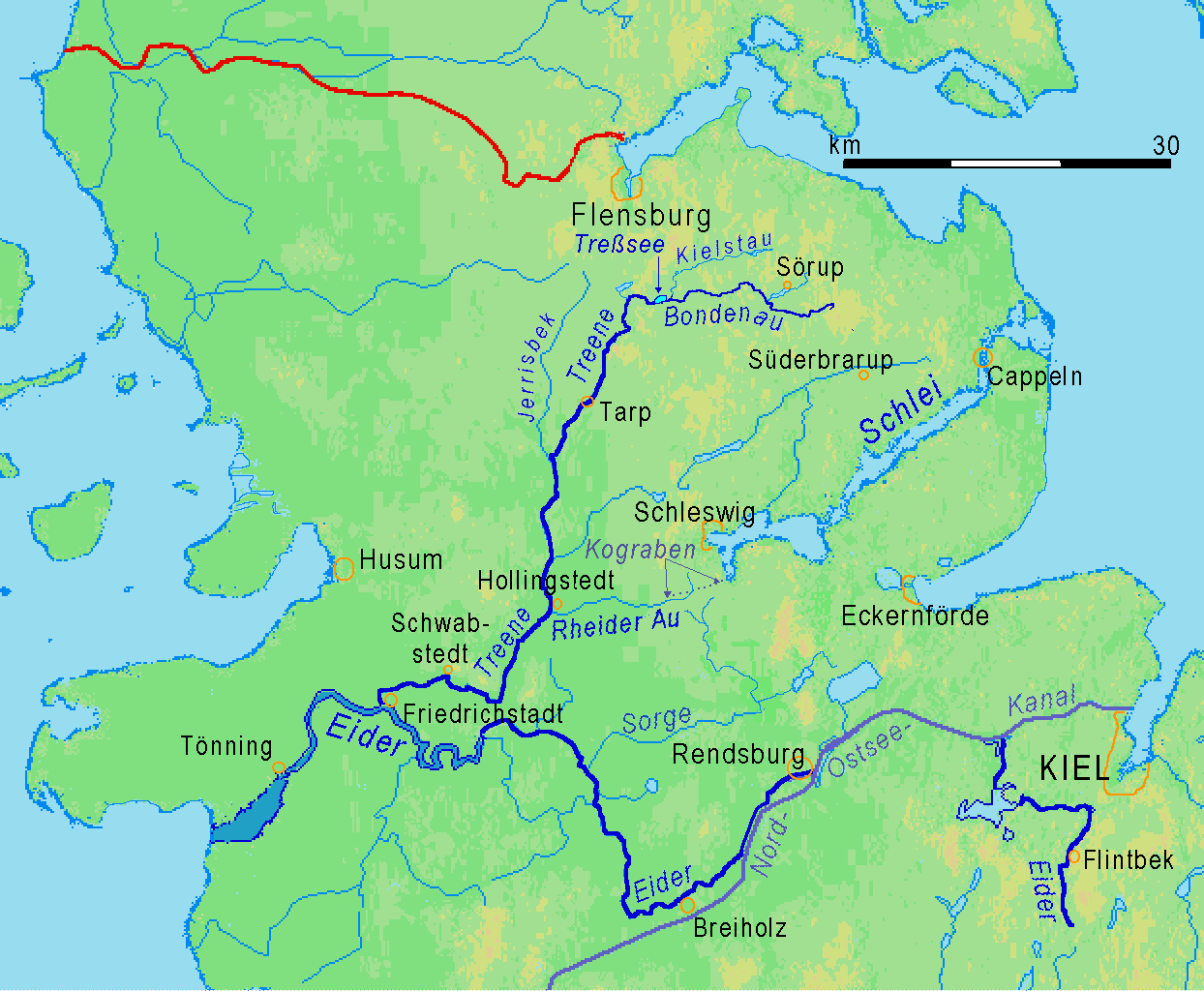
Karte, aus der die Lage der Schlei, der Treene und der Eider ersichtlich ist

Entscheidend für den Aufstieg von Haithabu war die strategische Lage zwischen Nordsee und Ostsee im Süden der Halbinsel Jütland. Der Ort lag am Ende der Schlei, einem beschiffbaren Arm der Ostsee. Von dort aus mussten die Waren nur rund 15 km über Land bis zum Fluss Treene transportieren werden, von wo aus sie per Schiff über die Eider in die Nordsee gebracht werden konnten. Dadurch war es möglich, die aufwändige und durch das Skagerrak gefährliche Umfahrung der Halbinsel Jütland zu vermeiden. Hinzu kommt, dass ganz in der Nähe eine uralte Nord-Süd-Route des Handels, der so genannte Ochsenweg, verlief und dass die einige Kilometer südlich von Haithabu fließende Eider seit 811 die Grenze zum Frankenreich markierte. Das brachte wesentliche Handelsvorteile.
Haithabu entwickelte sich daher unter aktiver Förderung der herrschenden Dynastie ab der zweiten Hälfte des 9. Jahrhunderts zum Hauptumschlagplatz für den Handel zwischen Skandinavien, Westeuropa, dem Nordseeraum und dem Baltikum, wobei die Handelsbeziehungen gelegentlich selbst bis Konstantinopel und Bagdad reichten. Dadurch wuchs die Ansiedlung, sodass Haithabu im frühen Mittelalter nach Uppåkra (im südschwedischen Schonen) mit rund 1500 Einwohnern zur zweitgrößten Stadt in Skandinavien wurde.
Früh dürfte in Haithabu eine königliche Münze bestanden haben, wo die in Dorestad hergestellten Silbermünzen Karls des Großen kopiert wurden und wo noch zur Zeit von König Knut von Dänemark Münzen hergestellt wurden.
Schon um 850, wahrscheinlich durch Erzbischof Ansgar von Hamburg, wurde in Haithabu die erste christliche Kirche errichtet, deren Existenz zwar in den Schriftquellen belegt ist, jedoch bisher archäologisch noch nicht nachgewiesen werden konnte. Immerhin wurde bei Ausgrabungen eine aus dem frühen 10. Jahrhundert stammende Kirchenglocke gefunden.

## Die Dynastie

### Die Könige von Haithabu
Sowohl auf Seeland wie in Jütland gab es im frühen Mittelalter eine Reihe rivalisierender Kleinkönigreiche, die sich in Jütland bis zu der Zeit von König Gorm dem Alten (* vor 900, † um 958) hielten. Aus einer dieser Dynastien entwickelte sich das Haus der Könige von Haithabu.
Als erster historisch fassbarer König von Haithabu und Stammvater der Dynastie gilt Sigfred I., auch Sigefrid oder Sigurd genannt (* um 750, † 798), der von etwa 777 bis 798 regierte. Über seine Herkunft bestehen jedoch widersprüchliche Theorien.
Die eine These folgt der Überlieferung der isländischen Sagas, wonach Sigfred schwedischer Herkunft war, da er dort mit Sigurd Ring Randversson aus dem Geschlecht der Skjoldungen, identifiziert wird. Er soll der Überlieferung nach von seinem Onkel Harald Hildetand (Harald Kriegszahn), König in Schweden und Dänemark, zum Unterkönig in Uppland (in Schweden) eingesetzt worden sein. Um 740/50 besiegte er seinen alternden Onkel in der Schlacht von Bråvalla (in Östergötland) und stieg dadurch zum König in Västergötland, Svealand und Dänemark auf. Er war der Vater von König Ragnar Lodbrok, der nach der Tradition von 812 bis 845 in Dänemark regierte.
Die andere These stützt sich auf urkundliche Hinweise, wonach Sigfred I. nicht schwedischer, sondern dänischer Herkunft und vermutlich ein Nachkomme von König Angantyr (Ongendus) war. Dieser gilt als erster dänischer König, der in zeitgenössischen Quellen erwähnt wird. Er erscheint in der Lebensbeschreibung des Heiligen Willibrord Bischof von Utrecht (695–739), der ihn um das Jahr 710 – vergeblich – zu missionieren versuchte.
Einen Höhepunkt der Machtentfaltung der Könige von Haithabu stellt die Regierungszeit von König Godfrid Halfdanson dar, der Haithabu zu Beginn des 9. Jahrhunderts zum Zentrum seines Reiches machte. Unter anderem als König beherrschte er neben großen Teilen Jütlands zugleich Westerfold, Hedeland, Värmland (Provinz im Südwesten Schwedens), Hedemarken (Bezirk in der heutigen Provinz (Fylke) Hedmark im Südwesten von Norwegen) und Vestmar (Grenland, Bezirk in der norwegischen Provinz Telemark). Nach anderen Quellen erstreckte sich sein Reich von Schleswig über Fünen, Seeland und die übrigen Inseln bis nach Schonen. Er gilt als erster Einiger Dänemarks.
Bedeutend war auch Harald Klak Halfdansson (* um 800, getauft 826 in Mainz, † gefallen bei Walcheren 844), 10. König von Haithabu (812–814), König in Jütland (813–819, 827–839, 840–844), König von Friesland (832–844), Herr von Rüstringen (819–827) und – als Lehen von Kaiser Ludwig dem Frommen – Mitregent im Lande Stormarn und im Land der Abotriten.
Godfrid Haraldson trug durch seine Tochter Reinhilde/Reginlind Godfridsdotter, die Thiadrich aus der Familie der Immedinger heiratete, dazu bei, dass diese Dynastie über die weibliche Linie fortlebte, zu der nicht nur praktisch alle europäischen Herrscherdynastien, sondern heute auch eine große Zahl von Menschen aller Stände zählt.
Die Bedeutung der Herrscher von Haithabu zeigt sich darin, dass sie in wechselnden – manchmal friedlichen, sogar verwandtschaftlichen, oft aber kriegerischen – Beziehungen zu den südlichen, erst sächsischen, dann fränkischen Nachbarn standen, und auch dadurch, dass die Stadt frühzeitig Ziel auswärtiger Reisender war. So etwa wurde die Stadt von dem vermutlich angelsächsischen Reisenden Wulfstan von Haithabu besucht und in dessen Reisebericht erwähnt, der – zusammen mit dem Bericht eines anderen Reisenden, Ottar von Halogaland – durch Zufall überlebte, da beide in die von Alfred dem Großen, König von England (871–899), veranlasste Übersetzung der Historiae adversum Paganos des spätantiken Historikers Paulus Orosius († um 480), eingefügt worden waren. Demnach unternahm dieser Wulfstan um das Jahr 880 eine Seereise durch die dänischen Meerengen nach „Haedum“ (Haithabu) und weiter entlang der südlichen Ostseeküste bis zur Handelsniederlassung Truso. Er erwähnte in seiner Beschreibung neben Haithabu zum ersten Mal den Namen „Dänemark“.
Trotz des zumeist frühzeitigen Todes der Familienmitglieder durch ständige Kriege und wiederholte Mordanschläge hielt sich die Dynastie, aus der in hundert Jahren 16 Herrscher hervorgingen, bis zum Ende des 9. Jahrhunderts und erlosch in männlicher Linie mit Knut Rurikson, der als 16. König von Haithabu und König von Northumberland im Jahre 894 starb.

### Stammtafel der Könige von Haithabu
Diese beruht primär auf der Darstellung in den Europäischen Stammtafeln sowie auch auf Charles Cawleys Medieval Lands.
Angantyr (Ongendus) war ein legendärer dänischer König, der um 710/737 regiert haben soll und im Bericht des Heiligen Missionars Willibrord wenig schmeichelhaft als „Wilder als jedes Tier und härter als Stein“ beschrieben wurde. Er wird als vermutlicher Stammvater der Könige von Haithabu angesehen.
Angantyr erscheint weder in der Stammtafel der Könige von Haithabu in den Europäischen Stammtafeln noch bei Charles Cawley im Zusammenhang.
(Eine oder mehr Zwischengenerationen)
1. Sigfred/Sigurd gilt als 1. König von Haithabu (*um 750, † 798). Die Annales Fuldenses[14] berichten, dass „Sigifridi regis Danorum“ (Sigfried König der Dänen) „Halfdan“ mit anderen als Gesandter zu Karl dem Großen zu einem Treffen bei „Lippia“ entsandte. In den Reichsannalen Annales regni Francorum wird zum Jahr 777 erwähnt, dass Widukind der einzige sächsische Große war, der nicht am Reichstag zu Paderborn bei Karl dem Großen erschien, sondern beim dänischen König Sigfred weilte, der ihm im Jahre 783 Zuflucht gewährte (und zu seinem Schwager machte).
  1. Onund Sigfredson (* um 790)
2. Harald (* um 750, † gefallen in der Irischen See 804), 2. König von Haithabu (798–804) ⚭ Imhild von Engern, eine Tochter des Grafen Warnechin von Engern und der Kunhilde von Rügen.
  1. Halfdan Haraldson (* 775/80, † gefallen bei Walcheren 810), 3. König von Haithabu (804), wurde 807 Vasall von Kaiser Karl dem Großen.
    1. Hemming Halfdanson (* um 795, † gefallen bei der Abwehr eines Angriffes von Wikingern bei Walcheren 837),[15] geriet in fränkische Gefangenschaft, wurde 812 befreit und erhielt die Festung Walcheren in Friesland von den Franken.
    2. Anulo (Ali) Halfdanson (* vor 800,† gefallen in der Schlacht bei Haithabu 812), 9. König von Haithabu.
      1. Rörik Alison (* um 800, getauft in Mainz 826, † 882) König von Dorestad und Sylt, wurde 850 als fränkischer Herzog anerkannt.

    3. Harald Klak Halfdansson (* um 800, getauft 826 in Mainz, † gefallen bei Walcheren 844), 10. König von Haithabu (812–814), König von Friesland (832–844), von Rüstringen (im Mittelalter ein friesischer Gau) (819–827), König in Jütland (813–819, 827–839, 840–844) Mitregent im Lande Stormarn und im Land der Abotriten.
      1. Godfrid Haraldson (cl. 857, † ermordet 885/886) 15. König von Haithabu (862–880/85), 853 König von Dorestad 853, 844–885 König von Rüstringen, wurde 826 mit seinen Eltern und 400 Personen des Gefolges in Mainz getauft, wobei der spätere Kaiser Lothar I. sein Taufpate war. ⚭ 882 Gisela von Lothringen, aus dem Haus der Karolinger (* um 865, † nach 908), eine außereheliche Tochter von Lothar II. König von Lotharingien (855–869).
        1. Reinhilde/Reginlind Godfridsdatter von Haithabu († 917), ⚭ vor 900 Dietrich II. Graf im sächsischen Hamaland (von Ringelheim) aus der Familie der Immedinger († 8. Februar 917) ? (Nachkommen: siehe unten im Abschnitt Nachleben der Dynastie).

      2. Rolf Haraldson (* um 820, † 870).
      3. Guthorm Haraldson (* 820/23, † gefallen 854).
      4. Gisela Haraldsdatter (* um 830, † nach 854) ⚭ Erik (Mit-)König von Haithabu († nach 991) (ohne Nachkommen).

    4. Rurik (Horik) Halfdanson (* um 800, getauft 826, † gefallen bei Walcheren 844) folgt auf Harald Klak[16] als 11. König von Haithabu (812–814); König von Friesland (832–844).
      1. Knut Rurikson (* um 820, † 894), 16. – und letzter – König von Haithabu (885–891) 894 König von Northumberland.[A 1]

    5. Ragnfrid Halfdanson († gefallen 814 vor Haithabu), 12. König von Haithabu (812–814).

  2. Harald Haraldson (* 775/780, † 804 ermordet in Haithabu), 4. König von Haithabu (804).
  3. Holger Haraldson „Danske“ (* 780, † 807).

1. Halfdan Mildi (* um 750, † 802, begraben in Borre), König von Westfold zu Holte ⚭ Lif, Erbtochter von König Dag von Westmare.
  1. Sigurd Halfdanson († gefallen bei Bardowick 810), 5. König von Haithabu (804–810).
    1. Ragnvald Sigurdson von Haithabu († gefallen 808 im Kampf gegen die Abotriten).[17]
    2. Hemming Sigurdson († 812), 7. König von Haithabu (810–812), schloss 811 einen Friedensvertrag mit Kaiser Karl dem Großen, durch den die Eider als Grenze der beiden Reiche bestimmt wurde[4] und vertrieb seinen Cousin Horik I./ Erik I., starb aber schon 812.
    3. Sigurd (Sigfrid) Sigurdson 8. König von Haithabu († gefallen im Sommer 812 bei Haithabu).
    4. Hakon (Helkwin) Sigurdson von Haithabu († gefallen im Sommer 812 bei Haithabu).
    5. Agantyr Sigurdson von Haithabu († gefallen im Sommer 812 bei Haithabu), Mitunterzeichner des Friedensvertrages von 811.[18]

  2. Godfrid Halfdanson, auch Godefrid, (dänisch Gudrød) genannt, 6. König von Haithabu (807–810), König von Westerfold, Hedeland Värmland, Westmare und Hedemarken, († ermordet 810). Er kämpfte gegen Karl den Großen, gilt durch seinen umfangreichen Territorialbesitz als erster Einiger Dänemarks.
    1. Olav Godfridson (* um 780, † 827), König von Westfold (810–827).
      1. Ragnvald Olavson, König von Westfold.

    2. Erik I. Godfridson (* 780/85, † 854), 13. König von Haithabu (813–854). Er rang mit seinem Cousin König Harald Klak um die Herrschaft im südlichen Jütland und mit den karolingischen Herrschern um die Oberhoheit über die Friesen, die Nordalbingier und die Abodriten.
      1. Erik (II.) Erikson (* um 800, † nach 870), 14. König von Haithabu (854 – 862).
        1. Erik (III.) Erikson (* um 830, † nach 891), (Mit-)König von Haithabu, ⚭ Gisela von Haithabu (* um 830, † nach 854), eine Tochter von Harald Klak, 10. König von Haithabu

      2. Sigurd Erikson, 15. (Mit-)König von Haithabu (855–862), († gefallen 862)
      3. Ragnhild Erikssdatter „die Reiche“ von Haithabu, ⚭ um 894 Harald Schönhaar, König von Norwegen.

    3. Godefrid Godfridson (* um 785, † gefallen vor Haithabu 814).
    4. Rolf Godfridson (* um 790, † gefallen in Friesland 836).
    5. Ragnar Godfridson (* um 790, † gefallen in Friesland 836).

1. Geva von Haithabu (* um 755 in Jütland, † 807), ⚭ um 775 Widukind († 7. Januar 810) Herzog der Sachsen (777/778).[19]

## Nachleben

### Nachleben der Dynastie
Durch den Tod von König Knut Rorikson erlosch die Dynastie der Könige von Haithabu im Jahre 894 in männlicher Linie. In weiblicher Linie erlosch das Haus mit dem Ableben von Reinhilde/Reginlind Godfridsdatter von Haithabu im Jahre 917.
Dies bedeutete jedoch nicht das biologische Ende der Dynastie, da sich ihre Nachkommenschaft durch ausheiratende Töchter in fast allen europäischen Herrscherhäusern verbreitete. Wegen der geringen urkundlichen Erfassung sind nicht alle Töchter des Hauses überliefert, von dreien ist jedoch eine Nachkommenschaft bekannt.
- Geva von Haithabu (* um 755 in Jütland, † 807), die Schwester von Sigfred/Sigurd, dem 1. König von Haithabu ⚭ um 775 Widukind († 7. Januar 810), Herzog der Westfalen (Sachsen) (777/778), den Stammvater des sächsischen Adelsgeschlechts der Immedinger.[1][20] Aus diesem Haus heiratete später Dietrich II., Graf im sächsischen Hamaland (von Ringelheim) (cl. 900, † nach 929) Reinhilde von Haithabu (+ 917), wodurch dessen Nachkommen zweifach von den Königen von Haithabu abstammen.

- Ragnhild Eriksdotter „die Reiche“ von Haithabu, ⚭ Harald Schönhaar (* 860, † 940), König von Norwegen (als dessen 6. oder 10. Ehefrau)

1. Erik Blutaxt Haraldson (* 895, ermordet 954), König von Norwegen 930–935, Jarl (König) von Northumbrien 947–948 und 952–954, ⚭ Gunnhild Königsmutter von Dänemark († nach 970), eine Tochter von König Gorm dem Alten von Dänemark. König Erik hatte acht unvermählte Söhne, darunter
  1. Harald II. Eriksson, genannt „Graufell“ (gefallen 970), König von Norwegen 960–970, und eine Tochter,
  2. Ragnhild Eriksdatter von Norwegen, die mit drei Brüdern verheiratet war, die als Jarle von Orkney regierten. Keines der Kinder Eriks hinterließ jedoch eine bekannte Nachkommenschaft.

- Ragnhild/Reinhilde Godfridsdatter von Haithabu († 917), ⚭ vor 900 Dietrich II., Graf im sächsischen Hamaland (von Ringelheim) aus der Familie der Immedinger. Dieser war selbst ein Nachkomme der Geva von Haithabu und des Sachsenherzogs Widukind. Das Ehepaar hinterließ sieben Kinder, wobei die älteste Tochter Mathilde die Heilige (* um 895 in Enger; † 14. März 968 in Quedlinburg) aus ihrer im Jahre 909 geschlossenen Ehe mit Heinrich I. den Vogler (* um 876, † 2. Juli 936), König des Ostfrankenreichs (919–936), eine bedeutende Nachkommenschaft hinterließ (darunter die Kaiser Otto der Große, Otto II. und Otto III., die Salier, die österreichischen Babenberger und die Staufer sowie die Kapetinger und die Piasten), die sich auf fast alle europäischen Dynastien verbreitete, wodurch das genealogische Erbe der Könige von Haithabu bis heute fortlebt.

### Weitere Entwicklung von Haithabu
Der Abgang der Dynastie der Könige von Haithabu hatte keine nachteilige Wirkung auf die Entwicklung der Stadt, die im 10. Jahrhundert den Höhepunkt ihrer Bedeutung als Handelszentrum erreichte. Diese positive Entwicklung erweckte naturgemäß die Begehrlichkeit benachbarter Mächte. Skandinavische und fränkische Machthaber wechselten einander in der Herrschaft über Haithabu ab.